# Nekrolog 2. Quartal 1960
Nekrolog
◄◄
| ◄
| 1956
| 1957
| 1958
| 1959
| 1960 | 1961 | 1962 | 1963 | 1964 | ► | ►►
1. Quartal |
2. Quartal |
3. Quartal |
4. Quartal 1960
Weitere Ereignisse | Allgemeiner Nekrolog 1960
Die Beschreibung der verstorbenen Person sollte so kurz wie möglich gehalten sein und nur deren signifikante Tätigkeit(en) enthalten.
Neue Namen ggf. auch unter dem Geburts- und Sterbedatum, also etwa unter 1. Januar und im Geburts- und Sterbejahr (2024) eintragen (nur bei entsprechender großer Wichtigkeit). Für Beispiele siehe die schon vorhandenen Artikel.
Außerdem über die fünf zuletzt Verstorbenen, zu denen es einen ausreichend guten Artikel für eine Präsentation auf der Hauptseite gibt, nach der todesbedingten Überarbeitung der Artikel ggf. auch unter Wikipedia Diskussion:Hauptseite informieren und sie am besten auch in den anderen Wikipedia-Sprachversionen eintragen. Tipp: Regelmäßig bei news.google.de nach „ist tot“, „gestorben“ oder „verstorben“ suchen.
Wenn eine Person gestorben ist, gibt es viele Seiten zu dieser Person in der Wikipedia, die davon auch betroffen sind und entsprechend aktualisiert werden müssen. Beispiele: Namenübersichtsseite, Geburtsjahr, Geburtsort-Seiten und viele mehr.
Wie finde ich die betroffenen Seiten?
Im Suchfeld auf der linken Seite gibt man den Suchbegriff so ein: „Vorname Nachname“. Dann klickt man auf Volltext und alle Seiten mit entsprechendem Suchtext werden aufgerufen. Hier sieht man dann schnell, wo auch das Todesjahr Sinn macht oder sogar ein Teil des Artikels angepasst werden muss. Auch hilft das „Werkzeug“ auf der linken Seite sehr gut, um solche Seiten aufzufinden: „Links auf diese Seite“. Somit ist die Wikipedia wieder aktuell in allen Bereichen! Hinweis: bei Eintragung der Kategorie „Gestorben JAHR“ wird der Missbrauchsfilter 49 ausgelöst, was jedoch nicht schlimm ist. Siehe: Spezial:Missbrauchsfilter/49
Dies ist eine Liste von im zweiten Quartal 1960 verstorbenen bekannten Persönlichkeiten. Die Einträge erfolgen innerhalb der einzelnen Daten alphabetisch sortiert. Tiere sind im Nekrolog für Tiere zu finden.

## April
| Tag       | Name                                    | Beruf, bekannt als                                                               | Alter | Beleg |
| --------- | --------------------------------------- | -------------------------------------------------------------------------------- | ----- | ----- |
| 1. April  | Abdul Rahman                            | malaysischer König, Sultan von Negeri Sembilan                                   | 64    |       |
| 1. April  | Max Bernuth                             | deutscher Maler, Zeichner und Kunstprofessor                                     | 87    |       |
| 1. April  | Arno Columbus                           | deutscher Agrarwissenschaftler                                                   | 53    |       |
| 1. April  | Benedikt Kautsky                        | österreichischer Bankier                                                         | 65    |       |
| 1. April  | Walter Kuntze                           | deutscher General der Pioniere im Zweiten Weltkrieg                              | 77    |       |
| 1. April  | Richard Spethmann                       | deutscher Theaterschauspieler, Theaterleiter und Schriftsteller                  | 69    |       |
| 2. April  | Evelyn Cavendish, Duchess of Devonshire | britische Adlige und Hofdame der Queen Mary                                      | 89    |       |
| 2. April  | Rudolf Kauschka                         | deutsch-böhmischer Bergsteiger und Rennrodler                                    | 76    |       |
| 2. April  | Muqan Tölebajew                         | kasachisch-sowjetischer Komponist                                                | 47    |       |
| 3. April  | Paul Hahn                               | deutscher Politiker (FDP)                                                        | 74    |       |
| 3. April  | Hans Henrici                            | deutscher Offizier, zuletzt Generalmajor im Zweiten Weltkrieg sowie Unternehmer  | 65    |       |
| 3. April  | Georg Lelewer                           | britischer Rechtswissenschaftler und Exilpolitiker österreichischer Herkunft     | 87    |       |
| 3. April  | Luís Vinhaes                            | brasilianischer Fußballtrainer                                                   | 63    |       |
| 4. April  | Christian Arnold                        | deutscher Maler der neuen Sachlichkeit                                           | 71    |       |
| 4. April  | Fritz Kronenberg                        | deutscher Maler                                                                  | 59    |       |
| 4. April  | George L. Sheldon                       | US-amerikanischer Politiker                                                      | 89    |       |
| 4. April  | Gustav Vriesen                          | deutscher Kunsthistoriker                                                        | 48    |       |
| 4. April  | Sylvester Weaver                        | US-amerikanischer Bluesgitarrist und Pionier des Country Blues                   | 62    |       |
| 4. April  | Franz Winninger                         | österreichischer Landschafts- und Portraitmaler                                  | 66    |       |
| 5. April  | Rudolf Brunngraber                      | österreichischer Schriftsteller, Journalist, Maler                               | 58    |       |
| 5. April  | Fritz Epstein                           | deutscher Architekt                                                              | 82    |       |
| 5. April  | Herbert Hervey, 5. Marquess of Bristol  | britischer Adliger und Diplomat                                                  | 89    |       |
| 5. April  | Alma Kruger                             | US-amerikanische Schauspielerin                                                  | 88    |       |
| 5. April  | Ernst Reinstorf                         | deutscher Lehrer, Heimatforscher und Schriftsteller                              | 91    |       |
| 5. April  | Robert Rittmeyer                        | Schweizer Architekt                                                              | 91    |       |
| 5. April  | Adela Wilgocka                          | polnische Sängerin und Gesangspädagogin                                          | 84    |       |
| 6. April  | Edgar Bennert                           | deutscher Schauspieler, Journalist und Intendant                                 | 69    |       |
| 6. April  | Friedrich Kirchner                      | deutscher General der Panzertruppe im Zweiten Weltkrieg                          | 75    |       |
| 7. April  | Ernst Wilhelm Fiedler                   | deutscher Kameramann                                                             | 54    |       |
| 7. April  | Erich Goudefroy                         | deutscher Eisenbahnbeamter                                                       | 80    |       |
| 7. April  | Henri Guisan                            | General der Schweizer Armee während des Zweiten Weltkriegs                       | 85    |       |
| 7. April  | Dmitri Iossifowitsch Gulia              | sowjetisch-abchasischer Schriftsteller und Poet                                  | 86    |       |
| 7. April  | Josef Orlopp                            | deutscher FDGB-Funktionär, MdV und Mitglied des Nationalrates                    | 71    |       |
| 7. April  | Rosetta Tofano                          | italienische Schauspielerin                                                      | 58    |       |
| 8. April  | Heinrich Blanc                          | deutscher Unternehmer                                                            | 63    |       |
| 8. April  | Clarence E. Gauss                       | US-amerikanischer Diplomat                                                       |       |       |
| 8. April  | Arthur Jochem                           | deutscher Politiker (DDP, Deutsche Staatspartei, LDP, FDP)                       | 85    |       |
| 8. April  | Gertrud Kortenbach                      | deutsche Bildhauerin                                                             | 36    |       |
| 8. April  | Marie-Louise Ruedin                     | Schweizer katholische Klosterfrau                                                | 79    |       |
| 9. April  | Arthur Benjamin                         | australisch-gebürtiger britischer Komponist                                      | 66    |       |
| 9. April  | John Braid                              | britischer Cricketspieler                                                        | 91    |       |
| 10. April | André Berthomieu                        | französischer Filmregisseur und Drehbuchautor                                    | 57    |       |
| 10. April | Richard Edon                            | österreichischer Schriftsteller                                                  | 83    |       |
| 10. April | William Bernhard von Guenther           | deutscher Verwaltungsbeamter und Rittergutsbesitzer                              | 82    |       |
| 10. April | Oscar Hamrén                            | schwedischer Schwimmer                                                           | 68    |       |
| 10. April | Baudouin de Lichtervelde                | belgischer Diplomat                                                              | 83    |       |
| 11. April | Zilas Görling                           | schwedischer Jazzmusiker                                                         | 48    |       |
| 12. April | Donald J. Hughes                        | US-amerikanischer Physiker                                                       | 45    |       |
| 12. April | Walter Peterhans                        | deutscher Fotograf                                                               | 62    |       |
| 12. April | Wilhelm Albrecht von Schoen             | deutscher Diplomat                                                               | 73    |       |
| 12. April | Theo Willems                            | niederländischer Bogenschütze                                                    | 69    |       |
| 12. April | Friedrich Zippel                        | evangelischer Theologe und Gegner des Nazi-Regimes                               | 72    |       |
| 13. April | Hermann Bauer                           | Abgeordneter des Bayerischen Landtages                                           | 76    |       |
| 13. April | Reinhold Fischer                        | deutscher Volkssänger                                                            | 82    |       |
| 13. April | Otto Heydecker                          | deutscher Architekt                                                              | 75    |       |
| 13. April | Manley Ottmer Hudson                    | US-amerikanischer Professor und Richter am Ständigen Internationalen Gerichtshof | 73    |       |
| 13. April | Beverly Kenney                          | US-amerikanische Jazzsängerin                                                    | 28    |       |
| 13. April | Eric Kennington                         | englischer Maler, Bildhauer und Porträtzeichner                                  | 72    |       |
| 13. April | Walter Paepcke                          | US-amerikanischer Industrieller und Philanthrop                                  | 63    |       |
| 13. April | Homer A. Ramey                          | US-amerikanischer Politiker                                                      | 69    |       |
| 13. April | Rudolf Schwarz                          | deutscher Bildhauer und Maler                                                    | 81    |       |
| 14. April | Karl Klein                              | deutscher Parteifunktionär und Gewerkschaftsfunktionär                           | 73    |       |
| 14. April | Hans Nelson                             | deutscher Ministerialbeamter                                                     |       |       |
| 14. April | Paul Wojtkowski                         | deutscher kommunistischer Politiker                                              | 67    |       |
| 15. April | Ludwig Dreifuß                          | Bürgermeister der Stadt Augsburg                                                 | 76    |       |
| 15. April | Juan Manuel Frutos                      | paraguayischer Journalist, Richter und Politiker                                 | 80    |       |
| 15. April | Wilhelm Gülich                          | deutscher Politiker, MdL, MdB                                                    | 64    |       |
| 15. April | Hugo Friedrich Hartmann                 | deutscher Maler und Grafiker                                                     | 89    |       |
| 15. April | Rolf Jacobsen                           | norwegischer Boxer                                                               | 61    |       |
| 15. April | Hans Röttiger                           | deutscher General, erster Inspekteur des Heeres der Bundeswehr                   | 63    |       |
| 16. April | Gustav Adolf Erich Bogeng               | deutscher Jurist und Bibliophiler                                                | 78    |       |
| 16. April | Émile Georget                           | französischer Radrennfahrer                                                      | 78    |       |
| 16. April | Felix Kersten                           | Masseur von Heinrich Himmler                                                     | 61    |       |
| 16. April | Johann Kruesz                           | österreichischer Landwirt und Politiker, Landtagsabgeordneter                    | 80    |       |
| 16. April | Karl-Heinz Priester                     | deutsches SS-Mitglied                                                            | 48    |       |
| 16. April | Bruno Schwarze                          | deutscher Ingenieur und Ministerialbeamter                                       | 83    |       |
| 16. April | Jenő Vigh                               | ungarischer Musikkritiker, Journalist und Sänger                                 | 65    |       |
| 17. April | Eddie Cochran                           | US-amerikanischer Rock’-n’-Roll-Musiker                                          | 21    |       |
| 17. April | Albin Walter Norblad                    | schwedisch-US-amerikanischer Politiker                                           | 79    |       |
| 17. April | Friedrich Peter                         | deutscher evangelischer Theologe                                                 | 67    |       |
| 17. April | Otto Winkler                            | deutscher Bildhauer                                                              | 74    |       |
| 18. April | Joseph Antz                             | deutscher Pädagoge                                                               | 80    |       |
| 18. April | Wilhelm Herzog                          | deutscher Kulturhistoriker, Dramatiker und Enzyklopädist                         | 76    |       |
| 18. April | Edith Hoereth-Menge                     | deutsche Politikerin                                                             | 72    |       |
| 18. April | Friedl Iby                              | deutsche Kunstturnerin                                                           | 55    |       |
| 18. April | Nicolaas Wilhelmus Posthumus            | niederländischer Wirtschaftshistoriker und Archivar                              | 80    |       |
| 18. April | Heinrich Rendtorff                      | Landesbischof der Evangelisch-Lutherischen Landeskirche Mecklenburgs             | 72    |       |
| 18. April | Krum Welkow                             | bulgarischer Schriftsteller                                                      | 57    |       |
| 19. April | Pietro Annoni                           | italienischer Ruderer                                                            | 73    |       |
| 19. April | Walter Birschel                         | deutscher Politiker, Mitglied des Sejm                                           | 87    |       |
| 19. April | Benjamin Bradshaw                       | US-amerikanischer Ringer                                                         | 80    |       |
| 19. April | Wera Wassiljewna Issajewa               | russisch-sowjetische Bildhauerin                                                 | 62    |       |
| 19. April | Emil Kammer                             | deutscher Bauingenieur und Hochschullehrer                                       | 85    |       |
| 20. April | Rudolf Amann                            | liechtensteinischer Wirt und Politiker (VU)                                      | 58    |       |
| 20. April | Paul Fort                               | französischer Dichter und Dramatiker                                             | 88    |       |
| 20. April | Pannalal Ghosh                          | indischer Bansurispieler, Musikpädagoge und Komponist                            | 48    |       |
| 20. April | Günter Ralfs                            | deutscher Philosoph                                                              | 60    |       |
| 20. April | Xenija Alexandrowna Romanowa            | Großfürstin von Russland                                                         | 85    |       |
| 21. April | Wilhelm Albert                          | deutscher SS-Führer                                                              | 61    |       |
| 21. April | Olof Aschberg                           | schwedischer Bankier                                                             | 82    |       |
| 21. April | Louis Parisot                           | beninischer römisch-katholischer Bischof von Cotonou                             | 74    |       |
| 21. April | Ellery Sedgwick                         | US-amerikanischer Schriftsteller und Herausgeber des Atlantic Monthly            | 88    |       |
| 22. April | Jules T. Freund                         | US-amerikanischer Immunologe                                                     | 69    |       |
| 22. April | Ephraim Lipson                          | britischer Wirtschaftshistoriker                                                 | 71    |       |
| 22. April | David Magie                             | US-amerikanischer Althistoriker                                                  | 83    |       |
| 22. April | August Thienemann                       | deutscher Zoologe und Ökologe, Begründer der Limnologie                          | 77    |       |
| 23. April | Kagawa Toyohiko                         | japanischer christlicher Reformer und Gewerkschaftsaktivist                      | 71    |       |
| 23. April | Lode van der Linden                     | belgischer Maler und Architekt                                                   | 72    |       |
| 23. April | Paul Oberhoff                           | deutscher Maler, Grafiker und Komponist                                          | 75    |       |
| 24. April | Paul Bartsch                            | US-amerikanischer Zoologe                                                        | 88    |       |
| 24. April | Carl Braun                              | deutscher Opernsänger und Opernregisseur                                         | 73    |       |
| 24. April | Oliver H. Cross                         | US-amerikanischer Politiker                                                      | 91    |       |
| 24. April | Norah de Kresz                          | englische Pianistin und Musikpädagogin                                           | 77    |       |
| 24. April | Max von Laue                            | deutscher Kristallograph, Nobelpreis für Physik                                  | 80    |       |
| 24. April | Thomas Monroe                           | US-amerikanischer Drehbuchautor                                                  | 57    |       |
| 24. April | Julius Rühm                             | deutscher Politiker (NSDAP)                                                      | 77    |       |
| 25. April | Inocenc Arnošt Bláha                    | tschechischer Soziologe, Philosoph, Pädagoge                                     | 80    |       |
| 25. April | Hope Emerson                            | US-amerikanische Schauspielerin                                                  | 62    |       |
| 25. April | Helvécio Gomes de Oliveira              | römisch-katholischer Erzbischof von Mariana                                      | 84    |       |
| 25. April | Bruno Gumpert                           | österreichischer Segelflugpionier und Flugzeugkonstrukteur                       | 52    |       |
| 25. April | Amanullah Khan                          | König von Afghanistan                                                            | 67    |       |
| 25. April | August Kopff                            | deutscher Entdecker vieler Asteroiden                                            | 78    |       |
| 25. April | Ilmari Krohn                            | finnischer Komponist und Musikwissenschaftler                                    | 92    |       |
| 25. April | Vojtěch Martínek                        | tschechischer Prosaist, Dichter und Publizist                                    | 73    |       |
| 25. April | Nakajima Kumakichi                      | japanischer Unternehmer und Politiker, Minister für Handel und Industrie         | 86    |       |
| 25. April | Gotthold Weil                           | deutsch-israelischer Orientalist und Bibliothekar                                | 77    |       |
| 25. April | Marian Wróbel                           | polnischer Schachkomponist                                                       | 53    |       |
| 26. April | Jakob Ebner                             | deutscher Pfarrer und Heimatforscher                                             | 86    |       |
| 26. April | Wander Johannes de Haas                 | niederländischer Physiker und Mathematiker                                       | 82    |       |
| 26. April | Gustaf Lindblom                         | schwedischer Dreispringer                                                        | 68    |       |
| 26. April | Wolfgang Müller                         | deutscher Schauspieler und Kabarettist                                           | 37    |       |
| 26. April | Johann Resch                            | österreichischer Politiker (SPÖ), Landtagsabgeordneter                           | 69    |       |
| 26. April | Kurt Richter                            | österreichischer Filmarchitekt                                                   | 74    |       |
| 27. April | Pylyp Kosyzkyj                          | ukrainischer Komponist und Musikwissenschaftler                                  | 66    |       |
| 27. April | Wilhelm Polligkeit                      | Jurist und Nestor der deutschen Fürsorge und Wohlfahrtspflege                    | 83    |       |
| 28. April | Carlos Ibáñez del Campo                 | chilenischer Offizier und Politiker, Präsident Chiles (1927–1931)                | 82    |       |
| 28. April | Heini Dittmar                           | deutscher Segelflieger                                                           | 49    |       |
| 28. April | Erich Herrmann                          | deutscher Politiker (DDP/SPD) und Schriftsteller, MdL Preußen                    | 78    |       |
| 28. April | Anton Pannekoek                         | niederländischer Astronom und marxistischer Theoretiker                          | 87    |       |
| 28. April | Berthold Reissig                        | deutscher Schauspieler                                                           | 82    |       |
| 28. April | Agostinho de Sá                         | brasilianischer Wasserballspieler                                                | 63    |       |
| 28. April | Ernst Wilmanns                          | deutscher Lehrer und Geschichtsdidaktiker                                        | 78    |       |
| 29. April | Adolf Cillien                           | deutscher Theologe und Politiker (CDU), MdL, MdB                                 | 67    |       |
| 29. April | Walter Donat                            | Landtagsabgeordneter Volksstaat Hessen                                           | 78    |       |
| 29. April | Colin Stanley Gum                       | australischer Astronom                                                           | 35    |       |
| 29. April | Nguyễn Lộc                              | vietnamesischer Kampfkünstler                                                    | 47    |       |
| 30. April | Maurice Delépine                        | französischer Jurist                                                             | 76    |       |
| 30. April | Charles Hindenlang                      | Schweizer Maler und Glasmaler                                                    | 65    |       |
| 30. April | Bartholomew Kim Kyon Pae                | koreanischer römisch-katholischer Bischof und Apostolischer Vikar                | 53    |       |
| 30. April | Friedrich Lent                          | deutscher Politiker, MdR                                                         | 78    |       |
| 30. April | Virgilio Marchi                         | italienischer Filmarchitekt, Architekt und Kostümbildner                         | 65    |       |
| 30. April | José Razzano                            | argentinischer Tangosänger und -komponist                                        | 73    |       |
| 30. April | Wilhelm Vershofen                       | deutscher Wirtschaftswissenschaftler und Politiker                               | 81    |       |
| April     | Cornelis Bakker                         | niederländischer Physiker und Generaldirektor des CERN                           |       |       |
| April     | Bud Jacobson                            | US-amerikanischer Jazzmusiker                                                    | 57    |       |
| April     | Carlos Sampaio Garrido                  | portugiesischer Diplomat, Gerechter unter den Völkern                            |       |       |

## Mai
| Tag     | Name                                         | Beruf, bekannt als                                                                                      | Alter | Beleg |
| ------- | -------------------------------------------- | --- | ----- | ----- |
| 1. Mai  | José María Granada                           | spanischer Dramatiker, Drehbuchautor und Regisseur                                                      | 66    |       |
| 1. Mai  | Smokey Hogg                                  | US-amerikanischer Blues-Musiker                                                                         | 46    |       |
| 1. Mai  | Ewald Hoinkis                                | deutscher Fotograf                                                                                      | 63    |       |
| 1. Mai  | Charles Holden                               | englischer Architekt                                                                                    | 84    |       |
| 01. Mai | Hugh Jones                                   | US-amerikanischer Tennisspieler                                                                         | 79    |       |
| 1. Mai  | Franklin Elmore Kennamer                     | US-amerikanischer Jurist und Politiker                                                                  | 81    |       |
| 1. Mai  | Ernst Otto Oßwald                            | deutscher Architekt                                                                                     | 80    |       |
| 1. Mai  | Martin L. Sweeney                            | US-amerikanischer Politiker                                                                             | 75    |       |
| 2. Mai  | Henry Breckinridge                           | US-amerikanischer Sportler und Politiker                                                                | 73    |       |
| 2. Mai  | Caryl Chessman                               | US-amerikanischer Straftäter                                                                            | 38    |       |
| 2. Mai  | Karl Heinlein                                | österreichischer Fußballspieler und Fußballtrainer                                                      | 68    |       |
| 2. Mai  | Hans Joachim Iwand                           | deutscher evangelischer Professor für systematische Theologie                                           | 60    |       |
| 2. Mai  | Walter Schiller                              | österreichischer Mediziner                                                                              | 72    |       |
| 2. Mai  | Nils Widforss                                | schwedischer Turner                                                                                     | 79    |       |
| 3. Mai  | Norton Lewis Lichtenwalner                   | US-amerikanischer Politiker                                                                             | 70    |       |
| 3. Mai  | Stepan Grigorjewitsch Pissachow              | russischer Maler und Schriftsteller                                                                     | 80    |       |
| 3. Mai  | Luis Teisseire                               | argentinischer Tangokomponist und -dichter, Flötist und Bandleader                                      | 76    |       |
| 4. Mai  | Pedro Arispe                                 | uruguayischer Fußballspieler                                                                            | 59    |       |
| 4. Mai  | Mateo Crawley-Boevey                         | französischer Priester und Ordensgründer                                                                | 84    |       |
| 4. Mai  | Jumadurdy Garaýew                            | turkmenischer Politiker                                                                                 | 50    |       |
| 4. Mai  | Paul Olberg                                  | livländischer Menschewik                                                                                | 81    |       |
| 4. Mai  | Thorstein Petersen                           | färöischer Bankdirektor und Politiker                                                                   | 60    |       |
| 5. Mai  | Hans Hirsekorn                               | deutscher Rechtsanwalt, Notar und Politiker in Südwestafrika                                            | 73    |       |
| 5. Mai  | Gustav Lindemann                             | deutscher Theaterregisseur                                                                              | 87    |       |
| 5. Mai  | Steen Olsen                                  | dänischer Turner                                                                                        | 73    |       |
| 5. Mai  | Friedrich von Postels                        | deutschbaltisch-russischer Architekt und Grafiker                                                       | 87    |       |
| 5. Mai  | Sulho Ranta                                  | finnischer Komponist                                                                                    | 58    |       |
| 5. Mai  | Carl von Weegmann                            | deutscher Germanist, Kunsthistoriker und Japanologe                                                     | 81    |       |
| 6. Mai  | Paul Abraham                                 | ungarisch-deutscher Komponist                                                                           | 67    |       |
| 6. Mai  | Charles Solomon Huffman                      | US-amerikanischer Politiker                                                                             | 94    |       |
| 6. Mai  | Reinhold Specht                              | deutscher Archivar                                                                                      | 66    |       |
| 6. Mai  | Antioco Zucca                                | italienischer Philosoph                                                                                 | 89    |       |
| 8. Mai  | Hugo Alfvén                                  | schwedischer Komponist, Dirigent                                                                        | 88    |       |
| 8. Mai  | Johannes Behre                               | deutscher Politiker (SPD), Mitglied der Stadtverordnetenversammlung von Groß-Berlin                     | 62    |       |
| 8. Mai  | Edgar Brandt                                 | französischer Kunstschmied des Art déco, Waffeningenieur und Unternehmer                                | 79    |       |
| 8. Mai  | Friedrich von Keller                         | deutscher Diplomat                                                                                      | 86    |       |
| 8. Mai  | Hersch Lauterpacht                           | österreichisch-britischer Rechtswissenschaftler, Völkerrechtler, Richter am Internationalen Gerichtshof | 62    |       |
| 8. Mai  | Georg Urdang                                 | deutsch-US-amerikanischer Apotheker, Pharmaziehistoriker, Redakteur und Schriftsteller                  | 77    |       |
| 8. Mai  | Alfred Walterspiel                           | deutscher Koch, Gastronom, Hotelier                                                                     | 78    |       |
| 8. Mai  | John Henry Constantine Whitehead             | britischer Mathematiker                                                                                 | 55    |       |
| 9. Mai  | Reinhold Artmann                             | deutscher Politiker                                                                                     | 89    |       |
| 9. Mai  | Jakob Kopp                                   | österreichischer Mundartdichter                                                                         | 88    |       |
| 9. Mai  | René Maran                                   | französischer Schriftsteller                                                                            | 72    |       |
| 9. Mai  | Louis-Augustin Marmottin                     | französischer römisch-katholischer Geistlicher, Bischof von Saint-Dié und Erzbischof von Reims          | 85    |       |
| 9. Mai  | Arrigo Minerbi                               | italienischer Bildhauer                                                                                 | 79    |       |
| 9. Mai  | Ernst Ostermeier                             | deutscher Radrennfahrer                                                                                 | 70    |       |
| 9. Mai  | Pieter Johannes van Rhijn                    | niederländischer Astronom                                                                               | 74    |       |
| 9. Mai  | Robert L. Rodgers                            | US-amerikanischer Politiker                                                                             | 84    |       |
| 10. Mai | Eugen Lindau                                 | deutscher Marineoffizier, zuletzt Admiral im Zweiten Weltkrieg                                          | 77    |       |
| 10. Mai | Juri Karlowitsch Olescha                     | russischer Schriftsteller                                                                               | 61    |       |
| 10. Mai | Alexander Reiner                             | deutscher Kommandant im Columbiahaus und dem KZ Sachsenburg                                             | 75    |       |
| 10. Mai | Ludwig Schwecht                              | deutscher Offizier, Gutsbesitzer und Politiker (DNVP), MdR, MdL                                         | 73    |       |
| 10. Mai | Léon Solomiac                                | französischer Verwaltungsbeamter                                                                        | 75    |       |
| 10. Mai | Maria Weinand                                | deutsche Pädagogin, Schriftstellerin und Politikerin (Zentrum), MdL                                     | 77    |       |
| 11. Mai | Josef Auinger                                | österreichischer Jurist, SS-Führer und Gestapomitarbeiter                                               | 62    |       |
| 11. Mai | Gottfried zu Hohenlohe-Langenburg            | Chef des Hauses Hohenlohe-Langenburg                                                                    | 63    |       |
| 11. Mai | John D. Rockefeller, Jr.                     | US-amerikanischer Philanthrop                                                                           | 86    |       |
| 11. Mai | Johannes Siemann                             | deutscher Politiker (FDP), MdL                                                                          | 66    |       |
| 12. Mai | Cecil Armstrong Gibbs                        | englischer Komponist                                                                                    | 70    |       |
| 12. Mai | Aly Khan                                     | pakistanischer Prinz, Sohn von Aga Khan III.                                                            | 48    |       |
| 12. Mai | August Meier                                 | deutscher SS-Obersturmbannführer                                                                        | 59    |       |
| 12. Mai | William Moore                                | britischer Mittel- und Langstreckenläufer                                                               | 70    |       |
| 12. Mai | Hans Schabes                                 | österreichischer Politiker (SPÖ), Mitglied des Bundesrates                                              | 76    |       |
| 12. Mai | Otto Schmidt                                 | österreichischer Politiker (SPÖ), Mitglied des Bundesrates                                              | 67    |       |
| 13. Mai | Otto Heider                                  | deutscher Politiker (NSDAP)                                                                             | 63    |       |
| 13. Mai | Harry Schell                                 | US-amerikanischer Autorennfahrer                                                                        | 38    |       |
| 13. Mai | Ernst Stahl-Nachbaur                         | deutscher Schauspieler und Regisseur                                                                    | 74    |       |
| 13. Mai | Gid Tanner                                   | US-amerikanischer Old-Time-Musiker                                                                      | 74    |       |
| 13. Mai | Ernst Vollbehr                               | deutscher Maler und Illustrator                                                                         | 84    |       |
| 14. Mai | Lucrezia Bori                                | spanische Opernsängerin (Sopran)                                                                        | 72    |       |
| 14. Mai | Friedrich Jäckel                             | österreichischer Architekt                                                                              | 83    |       |
| 14. Mai | Oliver Strachey                              | britischer Kryptoanalytiker                                                                             | 85    |       |
| 15. Mai | Heinrich Ancker                              | deutscher Marineoffizier, zuletzt Vizeadmiral im Zweiten Weltkrieg                                      | 73    |       |
| 15. Mai | Kurt Bender                                  | deutscher Manager                                                                                       | 75    |       |
| 15. Mai | Lether Frazar                                | US-amerikanischer Politiker                                                                             | 55    |       |
| 15. Mai | Wenzel Goldbaum                              | Anwalt, Rechtswissenschaftler und Dramatiker                                                            | 78    |       |
| 15. Mai | John Harley                                  | uruguayischer Fußballspieler und -trainer                                                               | 74    |       |
| 15. Mai | Adolf Nadig                                  | Schweizer Politiker (FDP), Unternehmer, Naturforscher und Naturschützer                                 | 82    |       |
| 15. Mai | Friedrich Rothfuß                            | deutscher Politiker (SPD), Oberbürgermeister von Freudenstadt                                           | 76    |       |
| 15. Mai | Rudolf Strothmann                            | deutscher Islamwissenschaftler                                                                          | 82    |       |
| 16. Mai | Henry Everling                               | deutscher Politiker (SPD), MdHB, Hamburger Senator und Ehrenbürger von Hamburg                          | 86    |       |
| 16. Mai | Igor Emmanuilowitsch Grabar                  | russischer Maler                                                                                        | 89    |       |
| 16. Mai | Nesta Webster                                | englische Verschwörungstheoretikerin                                                                    | 83    |       |
| 17. Mai | Erhard Hausendorff                           | deutscher Forstwissenschaftler und preußischer Oberlandforstmeister                                     | 71    |       |
| 17. Mai | Otto Pippel                                  | deutscher Maler                                                                                         | 82    |       |
| 17. Mai | Jules Supervielle                            | französisch-uruguayischer Schriftsteller                                                                | 76    |       |
| 17. Mai | Joseph Taborsky                              | US-amerikanischer Serienmörder                                                                          | 36    |       |
| 18. Mai | Pedro de Alcântara Cavalcanti de Albuquerque | brasilianischer Generalmajor                                                                            | 75    |       |
| 19. Mai | Marcel Dupuy                                 | französischer Radrennfahrer                                                                             | 71    |       |
| 19. Mai | René Guissart                                | französischer Filmregisseur und Kameramann                                                              | 71    |       |
| 19. Mai | Marcello Piacentini                          | italienischer Architekt                                                                                 | 78    |       |
| 20. Mai | Adolf Stahl                                  | deutscher evangelischer Theologe                                                                        | 75    |       |
| 20. Mai | Wilhelm Wirthle                              | deutscher Postbeamter und Politiker (NLP, DVP), MdL                                                     | 86    |       |
| 21. Mai | Adolf Aber                                   | deutscher Musikwissenschaftler und Kritiker                                                             | 67    |       |
| 21. Mai | Michael Barker                               | britischer Generalleutnant                                                                              | 75    |       |
| 21. Mai | Rudolf Degermark                             | schwedischer Turner                                                                                     | 73    |       |
| 21. Mai | Emil Janausch                                | österreichischer Diskus- und Hammerwerfer                                                               | 59    |       |
| 21. Mai | Paul Menzer                                  | deutscher Philosoph und Pädagoge                                                                        | 87    |       |
| 21. Mai | Sergei Nikolajewitsch Pimenow                | russischer Filmarchitekt                                                                                | 64    |       |
| 21. Mai | Juri Nikolajewitsch Rjorich                  | sowjetischer Asienwissenschaftler                                                                       | 57    |       |
| 21. Mai | Friedrich Karl Schumann                      | deutscher evangelischer Theologe und Hochschullehrer                                                    | 73    |       |
| 22. Mai | İbrahim Çallı                                | türkischer Maler                                                                                        | 77    |       |
| 22. Mai | Franz Dornseiff                              | deutscher Philologe                                                                                     | 72    |       |
| 23. Mai | Julius Buckler                               | deutscher Soldat der Fliegertruppe                                                                      | 67    |       |
| 23. Mai | Georges Claude                               | französischer Physiker und Erfinder der Neonröhre                                                       | 89    |       |
| 23. Mai | Walter Fischer                               | deutscher Bergsteiger und Alpinist, Rechtsanwalt und Notar                                              | 79    |       |
| 23. Mai | Louis Marin                                  | französischer Politiker, Mitglied der Nationalversammlung                                               | 89    |       |
| 23. Mai | Sol Polito                                   | US-amerikanisch-italienischer Kameramann                                                                | 67    |       |
| 23. Mai | Franz Rauch                                  | deutscher Drehbuchautor                                                                                 | 81    |       |
| 23. Mai | Soghomon Tehlirian                           | armenischer Attentäter                                                                                  | 63    |       |
| 24. Mai | Ida Sophia Scudder                           | US-amerikanische Ärztin und Missionarin                                                                 | 89    |       |
| 24. Mai | Yan Xishan                                   | chinesischer Warlord und Premierminister                                                                | 76    |       |
| 25. Mai | Roderich Dietze                              | deutscher Sportreporter und Tischtennisnationalspieler                                                  | 51    |       |
| 26. Mai | Alexander Baron Engelhardt                   | deutscher Medizinhistoriker                                                                             | 74    |       |
| 26. Mai | André Jousseaume                             | französischer Dressurreiter                                                                             | 65    |       |
| 26. Mai | Erich Rein                                   | deutscher Maler und Bildhauer                                                                           | 61    |       |
| 26. Mai | Morgan Shuster                               | US-amerikanischer Diplomat, persischer Schatzkanzler                                                    | 83    |       |
| 27. Mai | Alfred Arnold                                | deutscher Politiker (NSDAP), MdR und SS-Brigadeführer                                                   | 71    |       |
| 27. Mai | Egerton Boughton-Leigh                       | britischer Soldat und Alpiner Skirennläufer                                                             | 62    |       |
| 27. Mai | Edward Brophy                                | US-amerikanischer Schauspieler und Komiker sowie zeitweiliger Produktionsmanager und Regisseur          | 65    |       |
| 27. Mai | James Montgomery Flagg                       | US-amerikanischer Zeichner und Illustrator                                                              | 82    |       |
| 27. Mai | Robert C. Thorne                             | US-amerikanischer Paläontologe                                                                          | 61    |       |
| 27. Mai | George Zucco                                 | US-amerikanischer Film- und Theaterschauspieler                                                         | 74    |       |
| 28. Mai | Gustav Adolf Benrath                         | deutscher evangelischer Theologe                                                                        | 70    |       |
| 28. Mai | Walter Geerdes                               | deutscher Rundfunkintendant                                                                             | 57    |       |
| 28. Mai | Gerhard Lawin                                | deutscher Theologe und Politiker (DVP), MdL                                                             | 70    |       |
| 28. Mai | Hans Paschen                                 | deutscher Regattasegler                                                                                 | 64    |       |
| 28. Mai | Nic Waal                                     | norwegische Psychologin                                                                                 | 55    |       |
| 29. Mai | Franz Faßbinder                              | deutscher Literaturwissenschaftler, Pädagoge und Schriftsteller                                         | 73    |       |
| 29. Mai | Franz Fromme                                 | deutscher Autor, Journalist und Übersetzer                                                              | 80    |       |
| 29. Mai | John Farquhar Fulton                         | US-amerikanischer Neurophysiologe und Medizinhistoriker                                                 | 60    |       |
| 29. Mai | Paul Gimmel                                  | deutscher Kletterer und Bergsteiger                                                                     | 71    |       |
| 29. Mai | Dimitrana Iwanowa                            | bulgarische Frauenrechtlerin, Lehrerin, Bildungsreformerin und Journalistin                             | 79    |       |
| 29. Mai | Edward W. Kellogg                            | US-amerikanischer Erfinder                                                                              |       |       |
| 29. Mai | William F. Marquat                           | US-amerikanischer General                                                                               | 66    |       |
| 29. Mai | Hans Carl Müller                             | deutscher Schauspieler, Theaterregisseur und Theaterintendant                                           | 70    |       |
| 30. Mai | Anna Essinger                                | deutsche Pädagogin                                                                                      | 80    |       |
| 30. Mai | Max Alfthan                                  | finnischer Segler                                                                                       | 68    |       |
| 30. Mai | Hermann Grimm                                | württembergischer Oberamtmann                                                                           | 93    |       |
| 30. Mai | Boris Leonidowitsch Pasternak                | russisch-sowjetischer Dichter und Schriftsteller                                                        | 70    |       |
| 30. Mai | Viktor Schilling                             | deutscher Internist und Hämatologe                                                                      | 76    |       |
| 30. Mai | Georg Tietz                                  | deutscher Politiker (SPD), MdL                                                                          | 84    |       |
| 31. Mai | Ludwig Eichhorn                              | deutscher Jugendpfleger und Politiker (SPD), MdL Bayern                                                 | 38    |       |
| 31. Mai | Willem Elsschot                              | flämischer Schriftsteller                                                                               | 78    |       |
| 31. Mai | Karl d’Ester                                 | deutscher Zeitungswissenschaftler                                                                       | 78    |       |
| 31. Mai | Walther Funk                                 | deutscher Journalist und Politiker (NSDAP), MdR                                                         | 69    |       |
| 31. Mai | Carl Helfrich                                | deutscher Antifaschist                                                                                  | 53    |       |
| 31. Mai | Georg Johnsson                               | schwedischer Radrennfahrer                                                                              | 58    |       |
| 31. Mai | Ivan Murray Johnston                         | US-amerikanischer Botaniker                                                                             | 62    |       |
| 31. Mai | Knut Lunde                                   | norwegischer Nordischer Kombinierer                                                                     | 55    |       |
| 31. Mai | Dhirendra Nath Majumdar                      | indischer Anthropologe                                                                                  | 56    |       |
| 31. Mai | Eduard Straßmayr                             | österreichischer Historiker und Archivar                                                                | 75    |       |
| Mai     | Mario Borzaga                                | italienischer Geistlicher, Oblate der Makellosen Jungfrau Maria                                         | 27    |       |
| Mai     | Fred Bunge                                   | deutscher Trompeter und Arrangeur des Modern Jazz                                                       | 36    |       |
| Mai     | Louis Dufour                                 | Schweizer Eishockeyspieler                                                                              | 58    |       |
| Mai     | Jean Thibaud                                 | französischer Physiker                                                                                  |       |       |

## Juni
| Tag      | Name                             | Beruf, bekannt als                                                                                           | Alter | Beleg |
| -------- | -------------------------------- | --- | ----- | ----- |
| 1. Juni  | Ernst Chwalla                    | österreichischer Bauingenieur                                                                                | 58    |       |
| 1. Juni  | Paula Hitler                     | Schwester Adolf Hitlers                                                                                      | 64    |       |
| 1. Juni  | Lester Patrick                   | kanadischer Eishockeyspieler, -trainer und -funktionär                                                       | 76    |       |
| 1. Juni  | Teodoro Picado Michalski         | costa-ricanischer Politiker                                                                                  | 60    |       |
| 2. Juni  | Leo Borchardt                    | deutscher Internist, Physiologe und Pharmakologe                                                             | 80    |       |
| 2. Juni  | Pietro Ferro                     | italienischer Komponist und Musikpädagoge                                                                    | 56    |       |
| 2. Juni  | Norah Fry                        | britische Aktivistin                                                                                         |       |       |
| 2. Juni  | Karl Morvilius                   | deutscher Schauspieler bei Theater und Film und ein Kunstmaler                                               | 76    |       |
| 2. Juni  | Hans Poeschel                    | deutscher Verwaltungsjurist                                                                                  | 78    |       |
| 2. Juni  | Eugène Trillaud                  | französischer Automobilrennfahrer                                                                            | 52    |       |
| 2. Juni  | Wilhelm Vischer                  | Schweizer Botaniker                                                                                          | 70    |       |
| 3. Juni  | Carlo Alberto Chiesa             | italienischer Filmeditor und Drehbuchautor                                                                   |       |       |
| 3. Juni  | Bruno Müller                     | deutscher Politiker und Widerstandskämpfer                                                                   | 76    |       |
| 3. Juni  | Ana Pauker                       | rumänische Politikerin                                                                                       | 66    |       |
| 3. Juni  | Paulus Weinschrott               | banatschwäbischer römisch-katholischer Ordensmann, Geistlicher und Märtyrer                                  | 41    |       |
| 3. Juni  | Rudolf Wild-Idar                 | deutscher Kunstmaler                                                                                         | 89    |       |
| 4. Juni  | Willy Anker                      | deutscher Politiker und Widerstandskämpfer gegen den Nationalsozialismus                                     | 75    |       |
| 4. Juni  | Charles O’Conor Goolrick         | US-amerikanischer Politiker                                                                                  | 83    |       |
| 4. Juni  | Józef Haller                     | polnischer General der Zweiten Polnischen Republik                                                           | 86    |       |
| 4. Juni  | Lucien Littlefield               | US-amerikanischer Schauspieler                                                                               | 64    |       |
| 4. Juni  | Jan Morávek                      | tschechischer Historiker und Archivar                                                                        | 73    |       |
| 4. Juni  | Heribert Reiners                 | deutscher Kunsthistoriker und Hochschullehrer an den Universitäten in Bonn und Freiburg (Schweiz)            | 75    |       |
| 5. Juni  | Percy Bryant                     | US-amerikanischer Bobsportler                                                                                | 62    |       |
| 5. Juni  | Gilbert A. Currie                | US-amerikanischer Politiker                                                                                  | 77    |       |
| 5. Juni  | Felix Emmel                      | deutscher Schriftsteller, Pädagoge, Philosoph, Theaterautor und -kritiker                                    | 72    |       |
| 5. Juni  | August Haefeli                   | Schweizer Flugzeugkonstrukteur                                                                               | 73    |       |
| 6. Juni  | Oskar Breitling                  | deutscher Radrennfahrer                                                                                      | 88    |       |
| 6. Juni  | Rupert Holzapfel                 | deutsch-österreichischer Meteorologe                                                                         | 55    |       |
| 6. Juni  | Ferdinand Maierhofer             | österreichischer Kammerschauspieler und Filmschauspieler                                                     | 79    |       |
| 6. Juni  | Christos Mantikas                | griechischer Hürdenläufer und Sprinter                                                                       |       |       |
| 6. Juni  | Hermann Rützler                  | österreichischer Fotograf und Automobilrennfahrer                                                            | 76    |       |
| 6. Juni  | Marc-César Scotto                | monegassischer Pianist, Dirigent und Komponist                                                               | ≈72   |       |
| 6. Juni  | Georg Spackeler                  | deutscher Montanwissenschaftler                                                                              | 77    |       |
| 6. Juni  | Spyridon Vikatos                 | griechischer Maler                                                                                           | 81    |       |
| 7. Juni  | Maurice Bonham Carter            | britischer Politiker (Liberal Party), Mitglied des House of Commons                                          | 79    |       |
| 7. Juni  | Bogoljub Jevtić                  | serbischer Diplomat und Politiker im Königreich Jugoslawien                                                  | 73    |       |
| 7. Juni  | Harold Ellis Jones               | US-amerikanischer Psychologe                                                                                 | 65    |       |
| 7. Juni  | Clemens Laar                     | deutscher Schriftsteller                                                                                     | 53    |       |
| 7. Juni  | Basil Nikitin                    | russischer Orientalist und Politiker                                                                         |       |       |
| 8. Juni  | Howard P. Becker                 | US-amerikanischer Soziologe                                                                                  | 60    |       |
| 8. Juni  | Peter Härlin                     | deutscher Journalist                                                                                         | 51    |       |
| 8. Juni  | Josef Karlmann Brechenmacher     | deutscher Namenforscher                                                                                      | 83    |       |
| 8. Juni  | Marinos Geroulanos               | griechischer Chirurg und Hochschullehrer                                                                     | 93    |       |
| 8. Juni  | Hermann Großmann                 | Reichsgerichtsrat                                                                                            | 81    |       |
| 9. Juni  | Walter Biese                     | deutscher Paläontologe, Höhlenforscher und Geologe                                                           | 64    |       |
| 9. Juni  | Hermann Klippel                  | Mundartdichter der Oberlausitz                                                                               | 63    |       |
| 9. Juni  | Martin Lauterburg                | Schweizer Grafiker, Zeichner und Maler                                                                       | 69    |       |
| 9. Juni  | Semjon Alexejewitsch Lawotschkin | sowjetischer Flugzeugkonstrukteur und der Leiter des Konstruktionsbüros Lawotschkin                          | 59    |       |
| 9. Juni  | Ernst Pauli                      | Schweizer Koch und Autor                                                                                     | 74    |       |
| 9. Juni  | Hans José Rehfisch               | deutscher Dramatiker                                                                                         | 69    |       |
| 9. Juni  | Paul Rother                      | Hamburger Orgelbaumeister                                                                                    | 89    |       |
| 9. Juni  | Hans Weinmann                    | tschechoslowakischer Industrieller                                                                           | 74    |       |
| 9. Juni  | Elfriede Wendtlandt              | deutsche Gebrauchsgrafikerin und Illustratorin                                                               | 77    |       |
| 10. Juni | Ludwig Jehle                     | deutscher Lehrer, Heimatforscher und Dichter                                                                 | 60    |       |
| 10. Juni | Karl Schmalhofer                 | österreichischer Architekt                                                                                   | 88    |       |
| 10. Juni | Charles Singer                   | britischer Wissenschafts- und Medizinhistoriker                                                              | 83    |       |
| 11. Juni | Wladimir Woytinsky               | Wirtschaftsstatistiker und Wirtschaftspolitiker                                                              | 74    |       |
| 12. Juni | Hugo Atzwanger                   | österreichischer Maler, Grafiker, Fotograf und Volkskundler                                                  | 77    |       |
| 12. Juni | Isidore Barbarin                 | US-amerikanischer Kornettist und Althorn-Spieler des New Orleans Jazz                                        | 87    |       |
| 12. Juni | Conrad Bäumer                    | deutscher Domorganist, Komponist und Domchordirektor in Osnabrück                                            | 82    |       |
| 12. Juni | Karl Brabbée                     | österreichischer Ingenieur und Hochschullehrer                                                               | 81    |       |
| 12. Juni | Boris Wladimirowitsch Ender      | russischer Maler                                                                                             | 67    |       |
| 12. Juni | Josephus Calasanz Fließer        | katholischer Bischof der Diözese Linz                                                                        | 63    |       |
| 12. Juni | Józef Retinger                   | polnischer Politiker und Organisator der Bilderberg-Konferenz                                                | 72    |       |
| 13. Juni | Paul Barnay                      | österreichischer Schauspieler, Theaterregisseur und -intendant                                               | 76    |       |
| 13. Juni | Brooke Claxton                   | Politiker der Liberalen Partei Kanadas                                                                       | 61    |       |
| 13. Juni | Franz Danzebrink                 | deutscher Politiker (Zentrum, NSDAP)                                                                         | 60    |       |
| 13. Juni | Gaston Delalande                 | französischer Automobilrennfahrer                                                                            | 86    |       |
| 13. Juni | Fritz Geißler                    | deutscher Politiker (FDP), MdL                                                                               | 56    |       |
| 13. Juni | Wilhelm Keppler                  | deutscher Unternehmer und Politiker (NSDAP), MdR, SS-Obergruppenführer                                       | 77    |       |
| 13. Juni | Ken McArthur                     | südafrikanischer Langstreckenläufer                                                                          |       |       |
| 13. Juni | Carl Keenan Seyfert              | US-amerikanischer Astronom                                                                                   | 49    |       |
| 13. Juni | Georg de Vries                   | deutscher Politiker (SPD), MdL                                                                               | 61    |       |
| 14. Juni | Gustav Frenz                     | deutscher Industriemanager                                                                                   | 76    |       |
| 14. Juni | Paul John Kvale                  | US-amerikanischer Politiker                                                                                  | 64    |       |
| 14. Juni | Matthias Ortner                  | österreichischer Schriftsteller, römisch-katholischer Militärseelsorger und Pfarrer                          | 83    |       |
| 14. Juni | Vicenç Piera                     | spanischer Fußballspieler                                                                                    | 57    |       |
| 14. Juni | Frank Silver                     | US-amerikanischer Songwriter, Bandleader und Vaudevilledarsteller                                            | 63    |       |
| 15. Juni | Leopold Babitsch                 | österreichischer Politiker (STVP, ÖVP), Präsident des Bundesrates                                            | 56    |       |
| 15. Juni | Karl Heinrich Brunner            | österreichischer Architekt und Stadtplaner                                                                   | 72    |       |
| 15. Juni | Edward Cronjager                 | US-amerikanischer Kameramann                                                                                 | 56    |       |
| 15. Juni | Paul R. Henker                   | deutscher Schauspieler und Regisseur                                                                         | 62    |       |
| 15. Juni | Jerzy Koszutski                  | polnischer Radrennfahrer                                                                                     | 55    |       |
| 15. Juni | Jacques Liouville                | französischer Mediziner, Entdeckungsreisender und Naturforscher                                              | 80    |       |
| 15. Juni | Karl Romeis                      | deutscher Bildhauer                                                                                          | 65    |       |
| 15. Juni | Maurice Schwartz                 | US-amerikanischer Schauspieler und Theaterproduzent                                                          | 71    |       |
| 15. Juni | Karl Winkler                     | deutscher Fußballspieler und -trainer                                                                        | 60    |       |
| 16. Juni | Charles Favez                    | Schweizer klassischer Philologe                                                                              | 75    |       |
| 16. Juni | Adolphe Ferrière                 | schweizerischer Reformpädagoge                                                                               | 80    |       |
| 16. Juni | Algisto Lorenzato                | brasilianischer Fußballspieler                                                                               | 50    |       |
| 16. Juni | Harry Pollitt                    | britischer Kommunist                                                                                         | 69    |       |
| 16. Juni | Otto Schliack                    | deutscher Gymnasiallehrer und Sportfunktionär                                                                | 79    |       |
| 16. Juni | Arnold Schmidt-Niechciol         | deutscher Maler                                                                                              | 67    |       |
| 16. Juni | Harlan Tarbell                   | US-amerikanischer Zauberkünstler und Autor                                                                   | 70    |       |
| 16. Juni | Andreas Walther                  | deutscher Soziologe                                                                                          | 81    |       |
| 16. Juni | Francis Parker Yockey            | US-amerikanischer Kulturphilosoph                                                                            | 42    |       |
| 17. Juni | Otto Kermbach                    | deutscher Kapellmeister und Komponist                                                                        | 78    |       |
| 17. Juni | Gertrud von Kunowski             | deutsche Malerin und Zeichnerin                                                                              | 83    |       |
| 17. Juni | Kurt Poppe                       | deutscher Veterinärmediziner                                                                                 | 80    |       |
| 17. Juni | Pierre Reverdy                   | französischer Schriftsteller und Kunstkritiker                                                               | 70    |       |
| 18. Juni | Ugo Cipriani                     | italienischer Bildhauer                                                                                      | 62    |       |
| 18. Juni | Otto Engels                      | deutscher Agrikulturchemiker                                                                                 | 85    |       |
| 18. Juni | Al Herman                        | US-amerikanischer Formel-1-Rennfahrer                                                                        | 33    |       |
| 18. Juni | Elsa Jacobs                      | deutsche Politikerin (SPD), MdHB                                                                             | 75    |       |
| 18. Juni | Sven Lundgren                    | schwedischer Mittel- und Langstreckenläufer                                                                  | 63    |       |
| 18. Juni | Noel Monks                       | australischer Journalist                                                                                     | 52    |       |
| 18. Juni | Egon Pflügl                      | österreichisch-ungarischer Diplomat und Unterstaatssekretär des Auswärtigen Amts 1918/19                     | 90    |       |
| 18. Juni | Johannes Schroers                | deutscher Politiker (DVP, NSDAP, FDP), Bremer Polizeioffizier und Regierender Bürgermeister (1945)           | 75    |       |
| 18. Juni | Philip Verdon                    | britischer Ruderer                                                                                           | 74    |       |
| 19. Juni | Chris Bristow                    | englischer Formel-1-Rennfahrer                                                                               | 22    |       |
| 19. Juni | Jimmy Bryan                      | US-amerikanischer Rennfahrer                                                                                 | 34    |       |
| 19. Juni | Douglas Hemphill Elliott         | US-amerikanischer Politiker                                                                                  | 39    |       |
| 19. Juni | Wilhelm von Kloeber              | deutscher Historiker                                                                                         | 53    |       |
| 19. Juni | Karl Rust                        | deutscher Politiker (FDP)                                                                                    | 69    |       |
| 19. Juni | Alan Stacey                      | englischer Formel-1-Rennfahrer                                                                               | 26    |       |
| 20. Juni | Walter Dehmel                    | deutscher Dichter und Übersetzer                                                                             | 57    |       |
| 20. Juni | Karl Försterling                 | deutscher Physiker                                                                                           | 75    |       |
| 20. Juni | Herbert Fritsche                 | deutscher Autor und Herausgeber                                                                              | 49    |       |
| 20. Juni | John B. Kelly senior             | US-amerikanischer Ruderer                                                                                    | 70    |       |
| 20. Juni | André Patry                      | französischer Astronom                                                                                       | 57    |       |
| 21. Juni | Gilbert Ledward                  | britischer Bildhauer                                                                                         | 72    |       |
| 21. Juni | Alfred Wikenhauser               | deutscher katholischer Theologe, Neutestamentler                                                             | 77    |       |
| 22. Juni | Marcus Cheke                     | britischer Diplomat und Sachbuchautor                                                                        | 53    |       |
| 22. Juni | Hermann Duncker                  | deutscher FDGB-Funktionär und Rektor der Gewerkschaftshochschule „Fritz Heckert“                             | 86    |       |
| 22. Juni | Alfred Petersen                  | deutscher Manager, Vorsitzender des Vorstandes der Metallgesellschaft und erster Präsident der IHK Frankfurt | 75    |       |
| 22. Juni | Erich Steinbeck                  | deutscher Politiker (CDU), MdA                                                                               | 67    |       |
| 23. Juni | Harald Cosack                    | deutsch-baltischer Historiker, Übersetzer und Hochschullehrer                                                | 80    |       |
| 23. Juni | Asta von Mallinckrodt-Haupt      | deutsche Dermatologin                                                                                        | 63    |       |
| 23. Juni | Rolf Prasch                      | deutscher Schauspieler, Theaterintendant und Theaterregisseur                                                | 76    |       |
| 23. Juni | Erich Rosa                       | deutscher Politiker (CSU), MdL Bayern                                                                        | 59    |       |
| 23. Juni | Martin Schenck                   | deutscher Biochemiker und Hochschullehrer an der Universität Leipzig                                         | 84    |       |
| 23. Juni | Burkhard Utz                     | deutscher Ordensgeistlicher, Abt von Münsterschwarzach                                                       | 67    |       |
| 24. Juni | Ernst Fulda                      | deutscher Bergbeamter                                                                                        | 74    |       |
| 24. Juni | Harald Moltke                    | dänischer Maler, Zeichner, Briefmarkenkünstler und Grönlandforscher                                          | 88    |       |
| 24. Juni | Eduard August Rübel              | Schweizer Vegetationskundler, Stifter, Zürcher Kantonsrat                                                    | 83    |       |
| 24. Juni | Adolf Steiger                    | deutscher Politiker (SPD), MdL                                                                               | 72    |       |
| 24. Juni | Elisabeth Thommen                | Schweizer Journalistin, Schriftstellerin und Frauenrechtlerin                                                | 72    |       |
| 25. Juni | Walter Baade                     | deutscher Astronom und Astrophysiker                                                                         | 67    |       |
| 25. Juni | Charlie Buchan                   | englischer Fußballspieler                                                                                    | 68    |       |
| 25. Juni | Estéban Eitler                   | österreichisch-chilenischer Komponist                                                                        | 47    |       |
| 25. Juni | Otto Ender                       | österreichischer Politiker (CS), Mitglied des Bundesrates                                                    | 84    |       |
| 25. Juni | Kawabe Torashirō                 | Generalleutnant der kaiserlich japanischen Armee                                                             | 69    |       |
| 25. Juni | Gustav Kilian                    | deutscher Politiker                                                                                          | 63    |       |
| 25. Juni | Carl Alfred Pedersen             | norwegischer Turner und Leichtathlet                                                                         | 78    |       |
| 25. Juni | Joseph Maria Ritz                | deutscher Kunsthistoriker                                                                                    | 68    |       |
| 25. Juni | Ali Chulqi asch-Scharayiri       | jordanischer Politiker                                                                                       |       |       |
| 25. Juni | Germanus Theiß                   | deutscher Politiker (CDU), MdL von Brandenburg 1946–1950                                                     | 62    |       |
| 26. Juni | Erica Grupe-Lörcher              | deutsche Schriftstellerin                                                                                    | 85    |       |
| 26. Juni | Fridolin Keidel                  | Flugpionier und Fluglehrer                                                                                   | 77    |       |
| 26. Juni | Eugène II. de Ligne              | belgischer Diplomat                                                                                          | 66    |       |
| 26. Juni | Arkādijs Pavlovs                 | lettischer Fußballspieler                                                                                    | 57    |       |
| 26. Juni | Max Schmerler                    | vogtländischer Heimatschriftsteller, Mundartdichter und Autor von Kinderbüchern                              | 86    |       |
| 26. Juni | Henrik Shipstead                 | US-amerikanischer Politiker (Bauern- und Arbeiterpartei, Republikanische Partei), Senator für Minnesota      | 79    |       |
| 27. Juni | Charlotte Dod                    | englische Tennisspielerin                                                                                    | 88    |       |
| 27. Juni | Otto Köhler                      | deutscher Politiker (DVP, FDP), MdB                                                                          | 63    |       |
| 27. Juni | Pierre Monatte                   | französischer Gewerkschaftsführer und Theoretiker des Syndikalismus                                          | 79    |       |
| 27. Juni | Bruno Nette                      | deutscher Polizist und Judensachbearbeiter der Gestapo in Bremen                                             | 72    |       |
| 27. Juni | Rudolf von Sinner                | Schweizer Architekt                                                                                          | 70    |       |
| 28. Juni | Moritz Esterházy de Galantha     | ungarischer Großgrundbesitzer und Politiker, Mitglied des Parlaments                                         | 79    |       |
| 28. Juni | Victor Janson                    | deutscher Schauspieler und Regisseur                                                                         | 75    |       |
| 28. Juni | Juan Jover                       | spanischer Automobilrennfahrer                                                                               | 56    |       |
| 28. Juni | Alfons Nowald                    | deutscher Politiker (Zentrum), MdL                                                                           | 57    |       |
| 28. Juni | Begoña Urroz                     | spanisches Opfer der ETA                                                                                     | 1     |       |
| 28. Juni | Jean Viale                       | französischer Automobilrennfahrer                                                                            | 54    |       |
| 29. Juni | Siegfried Eberhardt              | deutscher Geiger                                                                                             | 77    |       |
| 29. Juni | Carl Otto von Eicken             | deutscher HNO-Arzt und Hochschullehrer                                                                       | 86    |       |
| 29. Juni | William Grebe                    | US-amerikanischer Fechter                                                                                    | 91    |       |
| 29. Juni | Karl Häupl                       | österreichischer Zahnarzt und Hochschullehrer                                                                | 67    |       |
| 29. Juni | Karl Lindahl                     | schwedischer Turner                                                                                          | 69    |       |
| 29. Juni | Frank Patrick                    | kanadischer Eishockeyspieler, -trainer, -funktionär und -schiedsrichter                                      | 74    |       |
| 29. Juni | Karl August Poth                 | deutscher Politiker (SPD), MdL                                                                               | 65    |       |
| 29. Juni | Walther Schieber                 | deutscher Chemiker und nationalsozialistischer Multifunktionär                                               | 63    |       |
| 30. Juni | Norbert Bischoff                 | österreichischer Diplomat                                                                                    | 65    |       |
| 30. Juni | Albert Châtelet                  | französischer Mathematiker und Politiker                                                                     | 76    |       |
| 30. Juni | Marta Husemann                   | deutsche Schauspielerin und Widerstandskämpferin                                                             | 46    |       |
| 30. Juni | Hans Henning von der Osten       | deutscher Vorderasiatischer Archäologe                                                                       | 60    |       |
| 30. Juni | Hermann Klein                    | Bürgermeister und Abgeordneter                                                                               | 81    |       |
| 30. Juni | Erika Streithorst                | deutsche Schauspielerin, Dialogautorin und Dialogregisseurin                                                 | 52    |       |
| 30. Juni | Jakob Tiedtke                    | deutscher Schauspieler                                                                                       | 85    |       |
| 30. Juni | Clarence Cameron White           | US-amerikanischer Komponist                                                                                  | 79    |       |
| Juni     | Louis Scott                      | US-amerikanischer Leichtathlet                                                                               |       |       |